# Nagia subalbida
Nagia subalbida är en fjärilsart som beskrevs av George Francis Hampson 1926. Nagia subalbida ingår i släktet Nagia och familjen nattflyn. Inga underarter finns listade i Catalogue of Life.